# 拉尼埃若勒
拉尼埃若勒（法語：Lanuéjols，法語發音：[lanɥeʒɔl]）是法国加尔省的一个市镇，属于勒维冈区。

## 地理
拉尼埃若勒（44°7'51"N, 3°23'2"E）面积62.43 平方千米，位于法国奧克西塔尼大區加尔省，该省份为法国南部沿海省份，南端濒地中海，北起顺时针与阿尔代什省、沃克吕兹省、罗讷河口省、埃罗省、阿韦龙省和洛泽尔省接壤。
与拉尼埃若勒接壤的市镇（或旧市镇、城区）包括：楠村、拉罗克圣玛格丽特、圣安德烈德韦济讷、韦罗、梅吕埃斯、杜尔比、勒旺、圣索沃尔-康普里约、特雷沃。
拉尼埃若勒的时区为UTC+01:00、UTC+02:00（夏令时）。

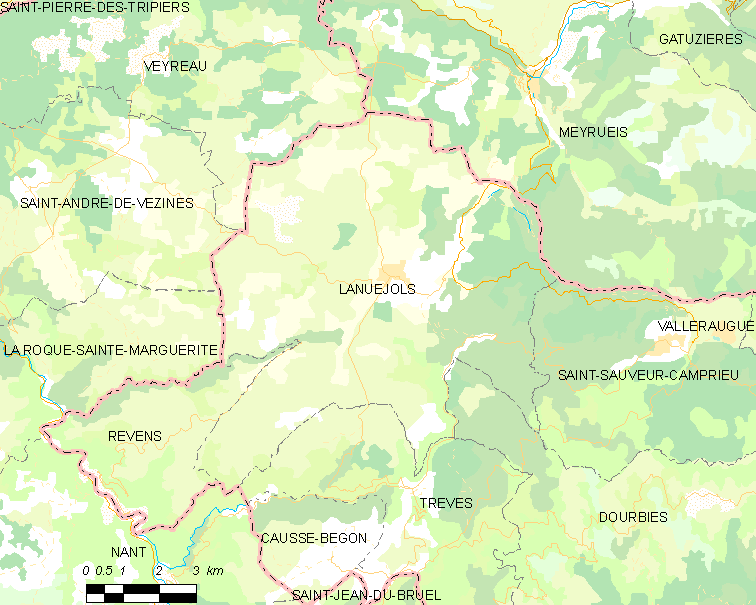
拉尼埃若勒的OSM定位图

## 行政
拉尼埃若勒的邮政编码为30750，INSEE市镇编码为30139。

## 政治
拉尼埃若勒所属的省级选区为勒维冈县。

## 人口

1962-2008年间拉尼埃若勒人口变化图示

拉尼埃若勒于2022年1月1日时的人口数量为339人。